# IMBEL MD突擊步槍
IMBEL MD（MD-1、MD-2、MD-3和最近的MD-4）是一系列由巴西武器製造商巴西軍用器材工業集團（縮寫：IMBEL）所研製和生產的突击步枪，亦是巴西武裝部隊的制式步槍之一，發射5.56×45毫米北约口徑步枪子彈。

## 歷史
IMBEL MD系列是由巴西軍用器材工業集團，以它倆以前生獲得特許生產證以後生產多年、曾成為巴西陸軍的標準制式步槍並定名為M964的7.62×51毫米北約口徑FN FAL公制式型戰鬥步槍為藍本。
隨著國際採用5.56×45毫米北约口徑步枪子彈的趨勢，1980年代初期，巴西軍用器材工業集團開始嘗試研製FN FAL的5.56毫米版本。大約在1983年，他倆製成了第一款原型，MD-1。以後在1985年，進一步的研發出來的成果是MD-2和MD-3系列；它們仍然與它們的母體FAL非常相似，但改進了閉鎖系統，裝有與M16相同的轉拴式槍機，並對應M16所使用的標準STANAG彈匣。
除上述軍隊採用以外，這些步槍還被巴西多個州，比如里约热内卢的警察部隊所採用。

## 設計
MD-2和MD-3步槍是FN FAL經重新設計、以發射5.56×45毫米北约口徑子彈的機構取代原來FAL的7.62×51毫米北約口徑機構的成果。MD-2／MD-3系列的外觀類似於FAL的短管型，但裝上了M16的STANAG彈匣和瞄準系統。事實上，IMBEL MD可說是FN FAL的90％整體加上M16A1的10％成分。該槍亦可發射22毫米槍榴彈，裝上兩腳架和刺刀。
早期的MD-1原型槍保留了FAL型偏移式槍栓，並且在緊靠著彈匣插槽的後方裝有閉鎖肩。其後發現這與5.56毫米北约子彈不適配，因而在後續原型和最終定型的設計當中加入了M16型七鎖耳轉拴式槍栓。FAL的短行程活塞氣動式是從槍管通過位於準星殼體以內的氣導孔放出的高壓燃氣所驅動，而在槍機機框以上獨立起來並且承受燃氣撞擊的連桿則獲保留。
該步槍是由與M16兼容的STANAG 4179彈匣所供彈。版本的不同之處在於MD-2採用了來自FN FAL傘兵型的側摺疊式铝金属製骨架型槍托，而MD-3則是FAL標準型的固定聚合物製槍托。MD-2系列包含了許多FAL的衍生部件，其中一些可與原始FAL保持互換，而另一些部件經過修改以適應新設計的產品。

## 外部連結
- （英文）—Modern Firearms—IMBEL MD-2/MD-3 assault rifle（页面存档备份，存于）
- （简体中文）—D Boy Gun World（槍炮世界）—MD-2 / MD-3 / MD-4突击步枪（页面存档备份，存于）